# XYY syndrom
Syndrom XYY (zvaný též syndrom „supermuže“) je genetická porucha u mužů, která se projevuje existencí jednoho chromozomu Y navíc. Vyskytuje se v četnosti 1 : 1000. V karyotypu je sestava 47, XYY.
Projevy: Vyšší postava, 47 chromozomů.